# Catarina Eufémia

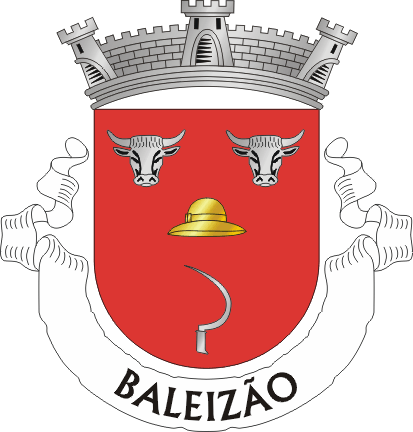
Escudo de Baleizão, pueblo de Caterina Eufémia.

Catarina Efigénia Sabino Eufémia (nacida el 13 de febrero de 1928 — muerta a disparos el 19 de mayo de 1954) fue una segadora alentejana analfabeta que, a consecuencia de una huelga de asalariadas rurales, fue asesinada, a los 26 años, por el teniente Carrajola de la guardia nacional republicana portuguesa en Monte do Olival, Baleizão, en Beja, Alentejo. Catarina tenía tres hijos, uno de los cuales tenía ocho meses y estaba en sus brazos en el momento en que fue tiroteada. 
La historia trágica de Catarina acabó personificando a la resistencia al régimen salazarista, siendo adoptada por el PCP como icono de la resistencia en el Alentejo. Sophia de Mello Breyner, Carlos Aboim Inglez, Eduardo Valente da Fonseca, Francisco Miguel Duarte, José Carlos Ary dos Santos, Maria Luísa Vilão Palma y António Vicente Campinas le dedicaron poemas. El poema de Vicente Campinas "Cantar Alentejano" fue cantado por Zeca Afonso en el álbum "Cantigas de Maio" editado en las Navidades de 1971.

## Contexto

Localización de Beja en Portugal.

El Alentejo, en aquellos tiempos difíciles, era una región latifundista y de empleo por jornales, donde las condiciones de vida de los campesinos sin tierras y asalariados eran extremamente difíciles. Esta situación socioeconómica y laboral penosa y dura agitó a las masas campesinas de la región a partir de mediados de los 40, agudizándose en las dos décadas siguientes, generándose un permanente clima de agitación social en el campesinado. Eran incontables los tumultos y las huelgas rurales, que acababan siempre con la intervención de la Guarda Nacional y estaban debidamente vigiladas por la PIDE, en busca entonces de infiltrados y agitadores comunistas.

## Hechos

### Asesinato
El día 19 de mayo de 1954, en plena época de la siega del trigo, Catarina y otras trece segadoras fueron a reclamar al supervisor de la propiedad donde trabajaban para obtener un aumento de 2 escudos por jornal. Los hombres de la siega fueron, en principio, contrarios a la constitución del grupo de las peticionarias, pero acabaron por no hostilizar la acción de estas. Las catorce mujeres fueron suficientes para atemorizar al supervisor, que fue a Beja a llamar al propietario y a la Guarda Nacional.
Catarina fue la escogida por sus colegas para presentar sus reivindicaciones. A una pregunta del teniente de la Guarda Nacional, Catarina respondió que sólo querían «trabajo y pan». Como respuesta recibió una bofetada que la envió al suelo. Al levantarse, dijo: «y ahora máteme». El teniente de la Guarda disparó tres balas que le llegaron a las vértebras y el niño de ocho meses que tenía en sus brazos fue herido. Catarina no murió instantáneamente, pero pocos minutos después murió en los brazos de su propio patrón (que llegó más tarde), que la levantó del charco de sangre en el que se encontraba, y dijo: «Señor teniente, ha matado a una mujer, ¿qué va hacer ahora?». El patrón, Francisco Nunes, que es generalmente descrito como una persona accesible, fue caracterizado por Manuel de Melo Garrido en "La muerte de Catarina Eufémia —La gran duda de un gran drama" como «el joven labrador de la región que menos discutía los salarios a atribuir a los trabajadores y que, en las épocas de desempleo, los ayudaba con generosidad».
De acuerdo con la autopsia, Catarina fue dañada por «tres balas, a quemarropa, por los lados, yendo de izquierda a derecha, de abajo a arriba y ligeramente de atrás para adelante, con el cañón del arma pegado al cuerpo de la víctima. El agresor debía estar detrás y a la izquierda en relación a la víctima». Según lo relatado en la autopsia, Catarina Eufémia era «de estatura media (1,65 m), de piel morena, pelo negro, ojos marrones, y sistema muscular poco desenvuelto».

### Funeral y entierro
Tras la autopsia, temiendo la reacción de la población, las autoridades decidieron realizar el funeral a escondidas, anticipándolo una hora en relación con la que se había hecho constar. Cuando se preparaban para iniciar su salida a escondidas, el pueblo corrió para el féretro con gritos de protesta, y las fuerzas policiales reprimieron violentamente a la población, golpeando no sólo a los familiares de la fallecida, sino también a otros trabajadores de Baleizão, como a gente de Beja que pretendía unirse al funeral. El féretro acabó por ser llevado bajo escolta de la policía, no para el cementerio de Baleizão, sino a Quintos (la tierra de su marido, António Joaquim do Carmo, el Carmona, como era llamado) a cerca de 10 km de Baleizão. Veinte años después, en 1974, sus restos mortales fueron finalmente trasladados a Baleizão.
Como consecuencia de los disturbios del funeral, nueve campesinos fueron acusados de desacato a la autoridad; la mayoría de éstos fueron condenados a dos años de prisión. El asesino, teniente Carrajola, fue trasladado a Aljustrel pero nunca llegó a ser siquiera juzgado en un tribunal. Falleció en 1964.

## Leyenda

### Afiliación alPCP
Al convertirla en una leyenda de la resistencia anti-fascista, el PCP alteró algunos pormenores de la vida y muerte de Catarina Eufémia. Intencionadamente, se hizo creer que Catarina era militante del Partido Comunista en el comité local de Baleizão, desde 1953, lo que es, posiblemente, falso. La elección de Catarina para portavoz de las segadoras había sido también influenciado por el hecho de no tener las mínimas sospechas de ser comunista. La amiga de Catarina Mariana Janeiro, una militante comunista varias veces presa por la PIDE, siempre rechazó la hipótesis de que Catarina estuviese al servicio del partido. Por su lado, António Gervásio, antiguo dirigente del PCP en el Alentejo, afirma que Catarina era de hecho miembro del comité local de Baleizão del PCP desde 1953. También la Unión Democrática Popular reivindicó la militancia de Catarina, habiendo, también, erigido un pequeño monumento en su memoria, que fue destruido por seguidores del PCP el 23 de mayo de 1976.

### Embarazo
Se afirmó también que Catarina Eufémia estaba embarazada de algunos meses en el momento en que fue asesinada. Aparentemente, esa información había venido de otras segadoras, a las que Catarina algunos días antes de ser asesinada habría revelado su estado. Durante la autopsia, el pueblo de Baleizão se juntó en Beja, a pocos metros del hospital de la Misericordia, clamando en desesperación y revuelta: «¡No fue una, fueron dos muertes!». Entretanto, el forense que la autopsió, Henriques Pinheiro, afirmó repetidamente, inclusive después de la revolución de 1974, que las referencias a un embarazo eran falsas.